# Garfagnana
La Garfagnana (del Latín vulgar Carfaniana) es un área histórico-geográfica de la provincia de Lucca, en la Toscana, entre los Alpes Apuanos y la principal cadena de los Apeninos tosco-emilianos. 
Limita al norte con Lunigiana, al oeste con Versilia  y la provincia de Massa y Carrara, al este con la región de Emilia-Romagna (provincias de Modena y de Reggio Emilia) y al sur con el valle Medio del Sercho. Se encuentra completamente atravesada por el río Serchio y por sus numerosos afluentes siendo una zona muy rica en bosques, con una altitud que varía entre 132 y 2054 metros sobre el nivel del mar. 
Principalmente se trata de una región agrícola, complementándose esta actividad en los últimos años con el turismo rural.

## Geografía física
La Garfagnana ofrece una gran variedad de paisajes, un cinturón montañoso rocoso en los Alpes Apuanos, la ladera menos pronunciada de los Apeninos, que se transforma en las altitudes más bajas en una colina rica en prados y cultivos que presentan una particular belleza escénica. El curso del río Serchio con una amplia costa rocosa (en Garfagnino "la Jara") marca el centro de la ladera del valle en todas partes

### Clima
Dependiendo de las medias climáticas de los últimos treinta años en Garfagnana se pasa por un clima promedio de transición hacia el Mediterráneo a un clima templado en las altas colinas (que tiende a "CFB" en algunas zonas de norte oriental); en las montañas bajas es "CFB" oceánica, mientras que en las montañas altas es "CFC" oceánico-subpolar. 
En las áreas de grandes altitudes el clima es templado frío de altitud. La nieve en invierno es un fenómeno modesto por debajo de los 400 metros s.n.m. con escasa o nula acumulación, mientras que por encima de esta altitud es más frecuente, en particular a más de los 1000 metros s.n.m. donde las nevadas son bastante abundantes y la capa de nieve en el suelo puede durar semanas o meses (en algunas áreas más altas puede durar desde octubre hasta mayo-junio). El promedio varía entre 10 cm y valores mayores a 100 cm en función de la exposición y la altitud.

### Medio ambiente

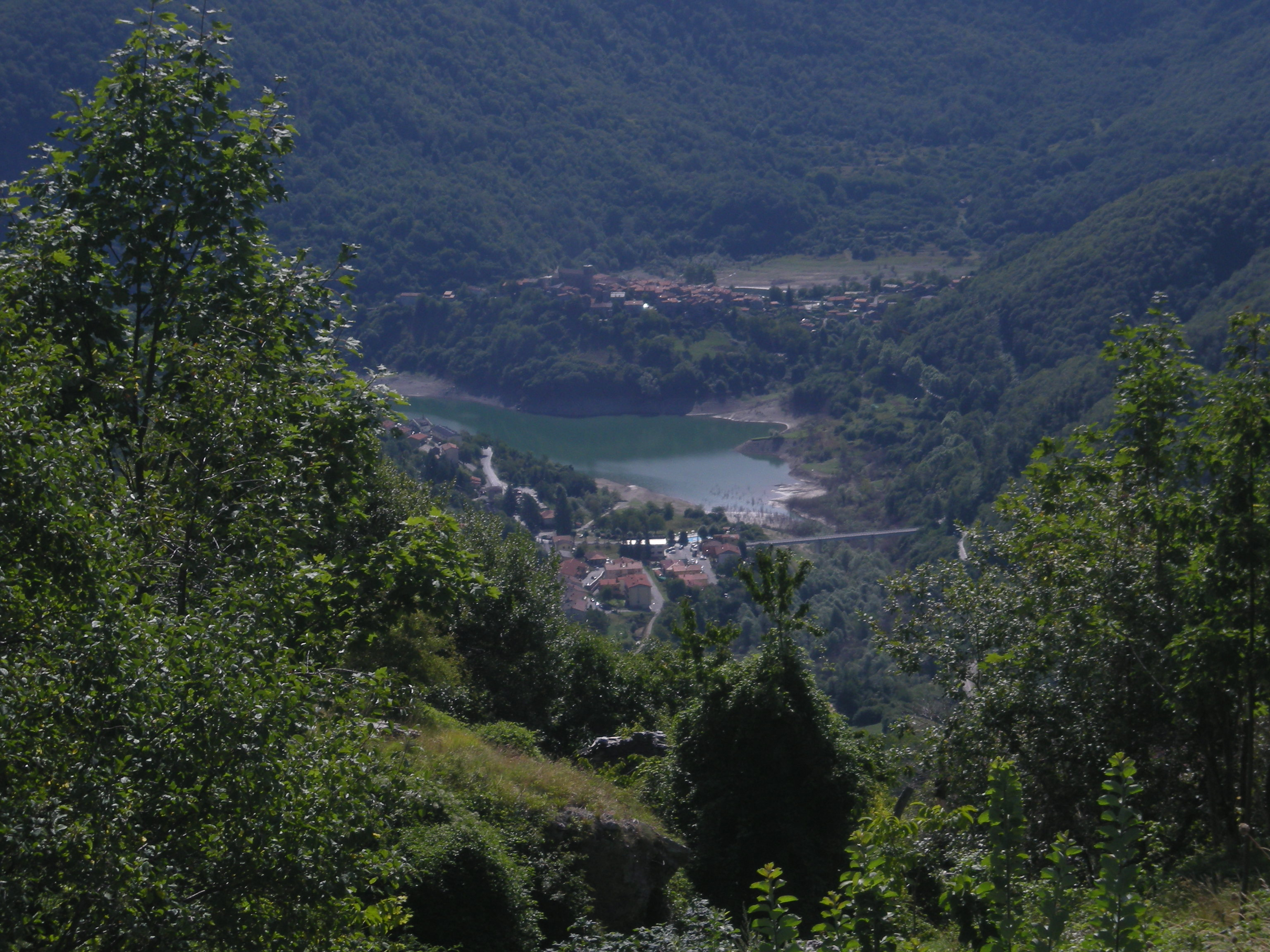
Vista del Lago de Vagli.

Los bosques, dependiendo de la altitud y la exposición, están ocupados por plantas y variedades de árboles, en su gran parte de hoja caduca, siendo el castaño la especie más común, que han sido por muchos años el principal alimento de los habitantes de la zona. 
En los últimos años, el clima le permite al olivo sobrevivir y completar el ciclo de fructificación desde el plano basal hasta una altitud promedio máxima entre 400 y 450 metros s.n.m..

## Historia
El Área de la Garfagnana fue anteriormente habitada por poblaciones llamadas Apuanos que también se establecieron en los territorios vecinos de Lunigiana, Versilia y los Apeninos Toscano-Lígure. 
La ocupación estable de los romanos en Garfagnana y Lunigiana se remonta a la primera mitad del siglo I a. C., por lo que los dialectos locales resintieron en menor medida (en comparación con otros) la influencia latina. De hecho, la investigación filológica reciente ha demostrado que los dialectos Garfagnine y Lunigiana presentan sustratos prerromanos, hasta tal punto que clasifican estos idiomas entre las derivaciones galo-romances.
Mientras se producía la deportación de casi toda la población Apuana por los romanos en 180 a. C.. las colonias de Luni y Lucca fueron fundadas. Con el advenimiento de Julio César (56 a. C.) se construyó un atajo entre Lucca y la actual Massa (la actual vía Sarzanese) que corre al pie de la Garfagnana. Después de la caída del Imperio Romano, el Garfagnana fue ocupada por los longobardos de Teodolinda que habían hecho base en la fortaleza de Aghinolfi en Montignoso y desde donde partieron para extenderse luego hacia el centro y el sur de Italia.
luego la caída del reino lombardo, bajo la presión de los francos de Carlomagno, parte del ducado lombardo de Lucca, la Garfagnana, se anexó a la Marca de Tuscia. Después de la victoria definitiva de los francos en Italia, su territorio se dividió entre la poderosas familias feudales: Gherardinghi, Rolandinghi, Suffredinghi, Dalli, Porcaresi y Bacciano. Algunas tierras estaban en posesión de Matilde de Canossa, a quien se atribuye la construcción de iglesias y hospitales.

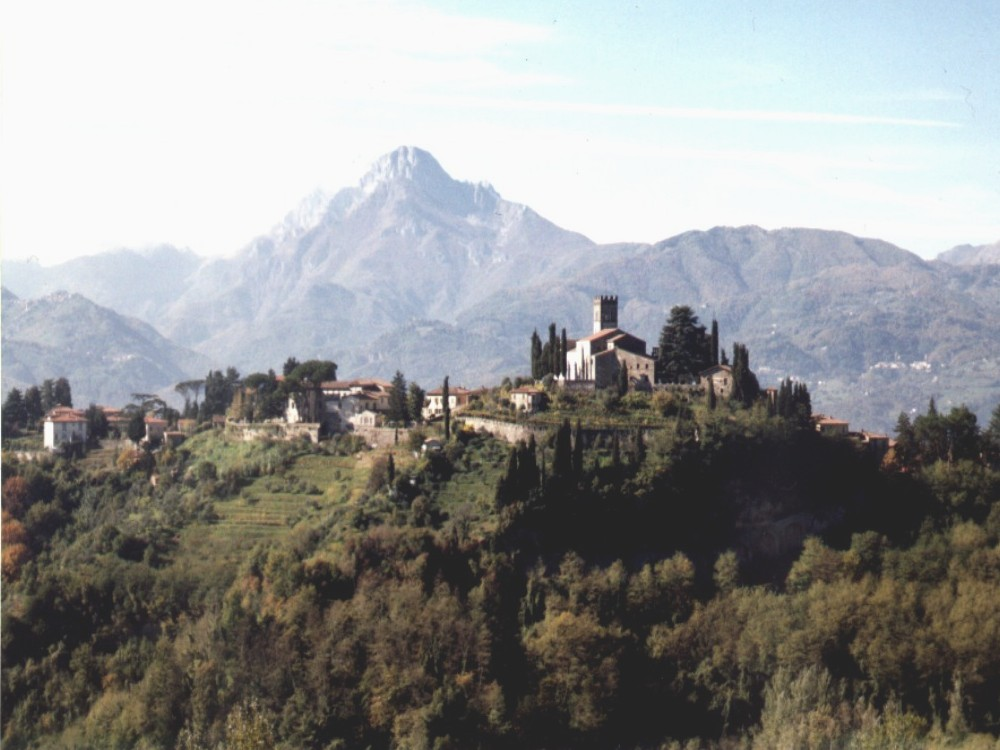
Vista de Barga con los Alpes Apuanos al fondo.

A finales del siglo XIV, la República de Lucca intentó anexar la Garfagnana para aumentar su poder en comparación con la de Pisa y Florencia. Las numerosas incursiones de Castruccio Castracani permitieron a Lucca ocupar el valle, pero el poder de los señores feudales de la garfagnana nunca fue sofocado por completo.
En el siglo XV, en varias ocasiones, algunas comunas de la Garfagnana se entregaron a la Casa de Este: al Marqués de Ferrara Nicolás III de Este en 1429, a los vicarios de Castelnuovo di Garfagnana, Camporgiano y Gallicano; al marqués de Ferrara Borso de Este, por el vicariato de Terre Nuove en 1451. No obstante otras comunas, como Minucciano y Castiglione, permanecieron fieles a la República de Lucca y otras, como parte del vicariato de Gallicano, volvieron a la república. A partir de este momento, el Garfagnana se dividió entre la República de Lucca y el Ducado de Ferrara, con todas las consecuencias que siguieron, especialmente en las zonas fronterizas. Hasta mediados del siglo XIX, las ciudades actuales de Minucciano, Castiglione y parte de las de Gallicano y Fosciandora pertenecían todavía al Ducado de Lucca. 
Después de la devolución del Ducado de Ferrara al Estado Pontificio, en 1598, el poder de la Casa de Este se trasladó a Módena, que luego se convirtió en la capital de la Garfagnana. Durante algunos siglos, la Garfagnana fue en consecuencia una provincia del Ducado de Módena y Reggio. En el siglo XVI tuvo como comisionado, en representación de Alfonso I de Este, al poeta Ludovico Ariosto, que administró la Provincia desde 1522 hasta 1525. La administración de Ariosto en Garfagnana se caracterizó especialmente por la lucha contra el bandolerismo, particularmente aquel anidado en la Garfagnana superior, en la Fracción  de la comuna de Sillano Giuncugnano de Ponteccio. El comisario-poeta a menudo tuvo que tratar con el temible "Moro del Sillico", un bandido local, hoy popularizado por una fiesta organizada por los habitantes de Sillico
En 1859, la Garfagnana se incorporó a la provincia de Módena y luego pasó a manos de Massa-Carrara. En este período hubo un gran flujo migratorio que empujó a los habitantes del valle a emigrar al exterior en particular a los Estados Unidos y Australia. 
Desde 1923, la Garfagnana forma parte de la provincia de Lucca

## Organización administrativa
Administrativamente la garfagnana se encuentra dividida en 15 pequeños municipios, su principal centro es Castelnuovo di Garfagnana, ubicado en el fondo del valle. los restantes se encuentran en las vertientes de los Alpes Apuanos y Apeninos, Careggine, Camporgiano, Castiglione di Garfagnana, Fabbriche di Vergemoli, Fosciandora, Gallicano, Minucciano, Molazzana, Piazza al Serchio, Pieve Fosciana, San Romano in Garfagnana, Sillano Giuncugnano, Vagli Sotto y Villa Collemandina, todos ellos forman la unión de comunas de la Garfagnana.